# Badr-ad-Din Lulu
Al-Màlik ar-Rahim as-Sultan Badr-ad-Din Abu-l-Fadàïl Lulu al-Armaní an-Nurí al-Atabakí (àrab: الملك الرحيم السلطان بدر الدين أبو الفضائل لؤلؤ الأرمني النوري الأتابكي, al-Malik ar-Raḥīm as-Sulṭān Badr ad-Dīn Abū l-Fadāʾil Luʾluʾ al-Armanī an-Nūrī al-Atābakī), més conegut simplement com a Badr-ad-Din Lulu o Lulu (segle xii - 1259), fou regent dels atabegs zengites de Mossul i després emir de ple dret. Es creu que era negre i que fou un esclau alliberat. Fou nomenat atabeg per Nur-ad-Din Arslan-Xah I (1193-1211) poc abans de morir, per tenir cura del seu jove fill Izz-ad-Din Massud al-Qàhir (1211-1218) i ratificat per aquest per al seu fill menor Nur-ad-Din Arslan-Xah II (1218-1219). Un altre dels seus fills, al-Màlik as-Sàlih Ismaïl també fou atabeg. Després va governar Nàssir-ad-Din Mahmud (1219-1233) i el 1233 fou investit senyor de ple dret pel califa.

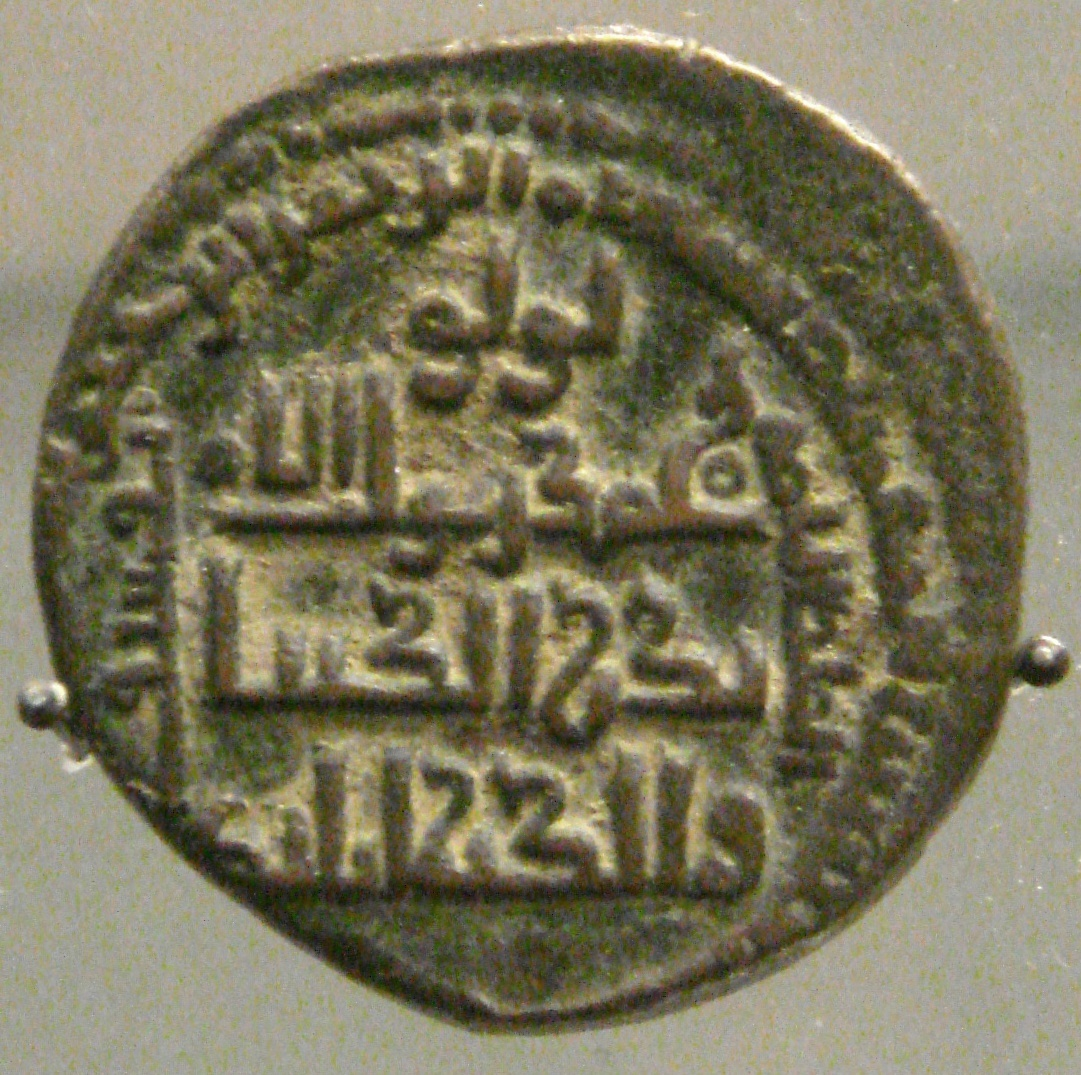
Moneda

Va sostenir lluites amb els zengites de la Jazira que estaven aliats als mussafírides d'Irbil. En canvi va aconseguir el suport de l'aiúbida al-Àixraf ibn al-Àdil de Damasc (1229-1237). Va tenir relacions conflictives amb els xas de Coràsmia i es va trobar amb els primers atacs mongols. Va combatre contra as-Sàlih Ayyub (1239 i 1245-1249) de Damasc (i d'Egipte 1240-1249) a la Jazira, i contra an-Nàssir Yússuf ibn al-Aziz d'Alep (1236-1260). En totes les lluites es mostrà com un diplomàtic hàbil i no pas com un guerrer. Aquesta eficàcia i la duració del seu govern el van fer considerar un dels poders locals principals. El primer sultà mameluc al-Màlik al-Muïzz Izz-ad-Din Àybak (1250-1257) es va voler casar amb la seva filla el que li va costar ser assassinat per la seva dona Xàjar-ad-Durr.
Cap al final del seu regnat van arribar amb tota la seva força els mongols que el 1258 van ocupar Bagdad. Es va declarar vassall d'Hülegü, el primer Il-kan, i va poder conservar Mossul, però va morir ja vell el 1259 (amb uns 80 anys). El seu fill al-Màlik as-Sàlih Ismaïl el va succeir però, oposat als mongols, va morir en lluita junt amb el seu fill; els altres fills van renunciar a la successió i el 1260 es van refugiar a Egipte amb Bàybars I. El seu govern és considerat positiu per Mossul que va esdevenir un centre artesanal (art del coure), comercial i cultural. Fou el patró de l'historiador Alí ibn al-Athir.